# Piriqueta cistoides
Piriqueta cistoides är en passionsblomsväxtart som först beskrevs av Carl von Linné, och fick sitt nu gällande namn av August Heinrich Rudolf Grisebach. Piriqueta cistoides ingår i släktet Piriqueta och familjen passionsblomsväxter.

## Underarter
Arten delas in i följande underarter:
- P. c. caroliniana
- P. c. cistoides